# Championnat d'Islande de football 1956
Navigation
Saison précédente Saison suivante
La saison 1956 du Championnat d'Islande de football était la 45e édition de la première division islandaise.
C'est le Valur Reykjavik qui termine en tête du championnat. C'est le 12e titre de champion d'Islande de l'histoire du club.
C'est le Vikingur Reykjavik, un des clubs fondateurs du championnat, présent depuis 1918 et deux fois champion d'Islande qui est relégué en 2. Deild après avoir perdu tous ses matchs. Il est remplacé par le club du ÍB Hafnarfjörður, qui va participer à sa première saison au sein de l'élite.

## Les 6 clubs participants
- KR Reykjavik
- Fram Reykjavik
- Valur Reykjavik
- Vikingur Reykjavik
- ÍBA Akureyri
- IA Akranes

## Compétition

### Classement
Le barème de points servant à établir le classement se décompose ainsi :
- Victoire : 2 points
- Match nul : 1 point
- Défaite : 0 point

| Rang | Équipe             | Pts | J | G | N | P | Bp | Bc | Diff |
| ---- | ------------------ | --- | - | - | - | - | -- | -- | ---- |
| 1    | Valur Reykjavik    | 9   | 5 | 4 | 1 | 0 | 14 | 6  | +8   |
| 2    | KR Reykjavik T     | 8   | 5 | 3 | 2 | 0 | 14 | 8  | +6   |
| 3    | ÍA Akranes         | 7   | 5 | 3 | 1 | 1 | 17 | 6  | +11  |
| 4    | Fram Reykjavik     | 4   | 5 | 2 | 0 | 3 | 10 | 12 | -2   |
| 5    | ÍBA Akureyri P     | 2   | 5 | 1 | 0 | 4 | 3  | 13 | -10  |
| 6    | Vikingur Reykjavik | 0   | 5 | 0 | 0 | 5 | 6  | 19 | -13  |

|  | Champion d'Islande 1956 |
|  | Relégué en 2. Deild     |

### Matchs
Tous les matchs se sont disputés au stade de Melavöllur à Reykjavik.
| Résultats (▼dom., ►ext.)                                   | Fra | KR  | Val | Vik | Aku | Akr |
| Fram Reykjavik                                             |     | 2-3 | 2-5 | 4-2 | 2-0 | 0-2 |
| KR Reykjavik                                               |     |     | 1-1 | 4-2 | 3-0 | 3-3 |
| Valur Reykjavík                                            |     |     |     | 4-1 | 1-0 | 3-2 |
| Vikingur Reykjavik                                         |     |     |     |     | 1-3 | 0-4 |
| ÍBA Akureyri                                               |     |     |     |     |     | 0-6 |
| IA Akranes                                                 |     |     |     |     |     |     |
| - Victoire à domicile - Match nul - Victoire à l'extérieur |     |     |     |     |     |     |

## Bilan de la saison
| Tableau d'Honneur                 |                 |
| Compétition                       | Vainqueur       |
| Championnat d'Islande de football | Valur Reykjavik |

| Promotion et relégation |                    |
| Relégué en 2. Deild     | Vikingur Reykjavik |
| Promu en 1. Deild       | FH Hafnarfjörður   |

## Meilleurs buteurs
| # | Buteurs              | Clubs          | Nb de Buts |
| - | -------------------- | -------------- | ---------- |
| 1 | Sigurður Bergsson    | KR Reykjavik   | 6          |
| 1 | þorður þorðarsson    | IA Akranes     | 6          |
| 3 | Dagbjartur Grimsson  | Fram Reykjavik | 5          |
| 3 | þorður Jonsson       | IA Akranes     | 5          |
| 5 | þorbjörn Friðriksson | KR Reykjavik   | 4          |